# Edmund Chromiński
Edmund Chromiński (ur. 8 listopada 1874 w Rykach, zm. 17 września 1954 w Krakowie) – polski inżynier, profesor budowy i eksploatacji kotłów parowych, rektor AGH.

## Życiorys
Syn Teofila i Marii z domu Jasiuk. Rozpoczął studia na Uniwersytecie Jagiellońskim w zakresie filozofii. Przeniósł się na Politechnikę Lwowską na studia z zakresu budowy maszyn. Pracę zawodową rozpoczął w Wiedniu przy dozorze kotłów. Potem został przeniesiony do Krakowa. Z AG (potem AGH) był związany od 1921. W latach 1926–1928 był rektorem.
Został aresztowany przez gestapo 6 listopada 1939 w ramach tzw. Sonderaktion Krakau wymierzonej w przedstawicieli polskiej inteligencji. Razem z innymi profesorami i pracownikami krakowskich uczelni został wywieziony do obozu koncentracyjnego Sachsenhausen. Odzyskał wolność w lutym 1940.

## Życie prywatne
Z żoną Marią Haberko mieli troje dzieci, córkę Janinę i synów: Witolda i Tadeusza.
Zmarł w 1954, został pochowany na cmentarzu Rakowickim w Krakowie (kwatera: HB, rząd: płn, miejsce: 10).

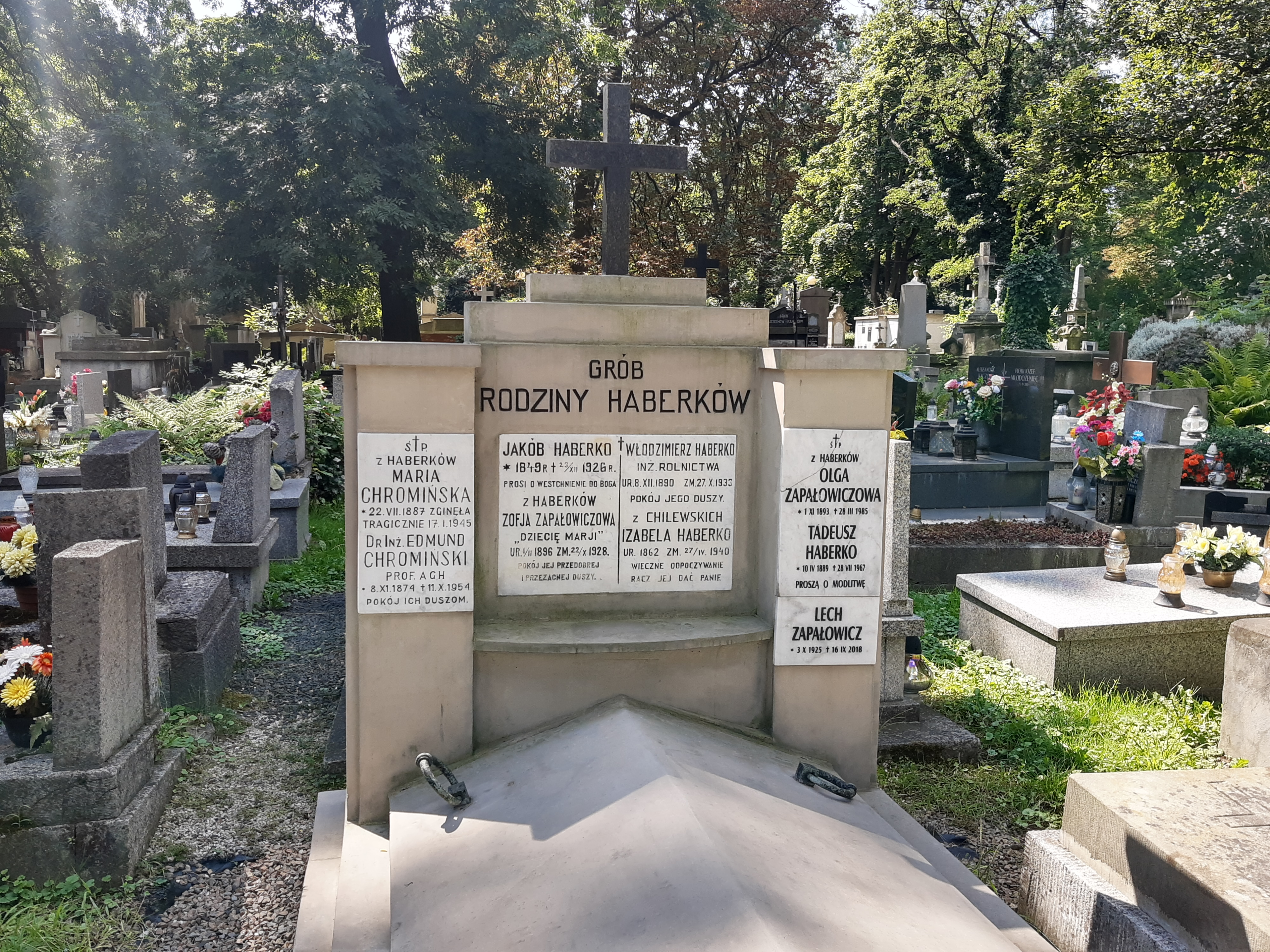
Grób prof. Edmunda Chromińskiego na cmentarzu Rakowickim

## Odznaczenia
- Medal za Długoletnią Służbę (1938)
- Medal Zwycięstwa i Wolności 1945 (1949)

## Wybrane prace
- Metan w spalinach - 1936
- Sprawność kotłów parowych - 1936
- Badanie węgla na zwietrzenie - 1939
- Kotły parowe i ich obsługa - 1944
- Maszynoznawstwo ogólne - 1953